# Mejîrici, Ostroh
Mejîrici (în ucraineană Межиріч) este localitatea de reședință a comunei Mejîrici din raionul Ostroh, regiunea Rivne, Ucraina.

## Demografie
Componența lingvistică a localității Mejîrici
     Ucraineană (99,6%)
     Alte limbi (0,4%)
Conform recensământului din 2001, majoritatea populației localității Mejîrici era vorbitoare de ucraineană (99,6%), existând în minoritate și vorbitori de alte limbi.